# 1951 w informatyce
Kalendarium informatyczne 1951 roku
- 20 kwietnia – Jay Forrester, wraz ze współpracownikami z Massachusetts Institute of Technology, ukończył rozpoczętą w 1949 roku budowę komputera Whirlwind I, wykorzystywanego do wykonywania zadań w czasie rzeczywistym.[1].
- 14 czerwca – uruchomiono komputer UNIVAC I, według projektu Johna Mauchly’ego i Johna Eckerta. Był to pierwszy komercyjny komputer[2].
- Uruchomiono LEO I, pierwszy komputer do pracy biurowej[3].